# Génat
Génat ist eine französische Gemeinde mit 24 Einwohnern (Stand 1. Januar 2022) im Département Ariège in der Region Okzitanien. Sie gehört zum Kanton Sabarthès und zum Arrondissement Foix.
Nachbargemeinden sind Rabat-les-Trois-Seigneurs im Nordwesten, Tarascon-sur-Ariège im Norden, Quié im Nordosten, Alliat im Südosten, Lapège im Süden und Gourbit im Westen.
Der Dolmen von La Plagne (auch Dolmen von Génat genannt)  wurde im Winter 1992–1993 entdeckt.

## Bevölkerungsentwicklung
| Jahr                       | 1962 | 1968 | 1975 | 1982 | 1990 | 1999 | 2008 | 2015 |
| -------------------------- | ---- | ---- | ---- | ---- | ---- | ---- | ---- | ---- |
| Einwohner                  | 70   | 40   | 26   | 27   | 20   | 26   | 34   | 21   |
| Quellen: Cassini und INSEE |      |      |      |      |      |      |      |      |